# Trois-Fonds
Trois-Fonds é uma comuna francesa na região administrativa da Nova Aquitânia, no departamento de Creuse. Estende-se por uma área de 9,53 km². Em 2010 a comuna tinha 120 habitantes (densidade: 12,6 hab./km²).